# Old Crow Medicine Show
Old Crow Medicine Show est un groupe américain d'americana et de musique country originaire de Nashville, Tennessee.

## Membres du groupe
- Kevin Hayes : chant, guitare, banjo
- Critter Fuqua : chant, slide guitar, guitare banjo (en)
- Chance McCoy : chant, guitare, fiddle, banjo
- Ketch Secor : chant, fiddle, harmonica, banjo
- Morgan Jahnig : contrebasse
- Cory Younts : chant, mandoline, claviers, percussions

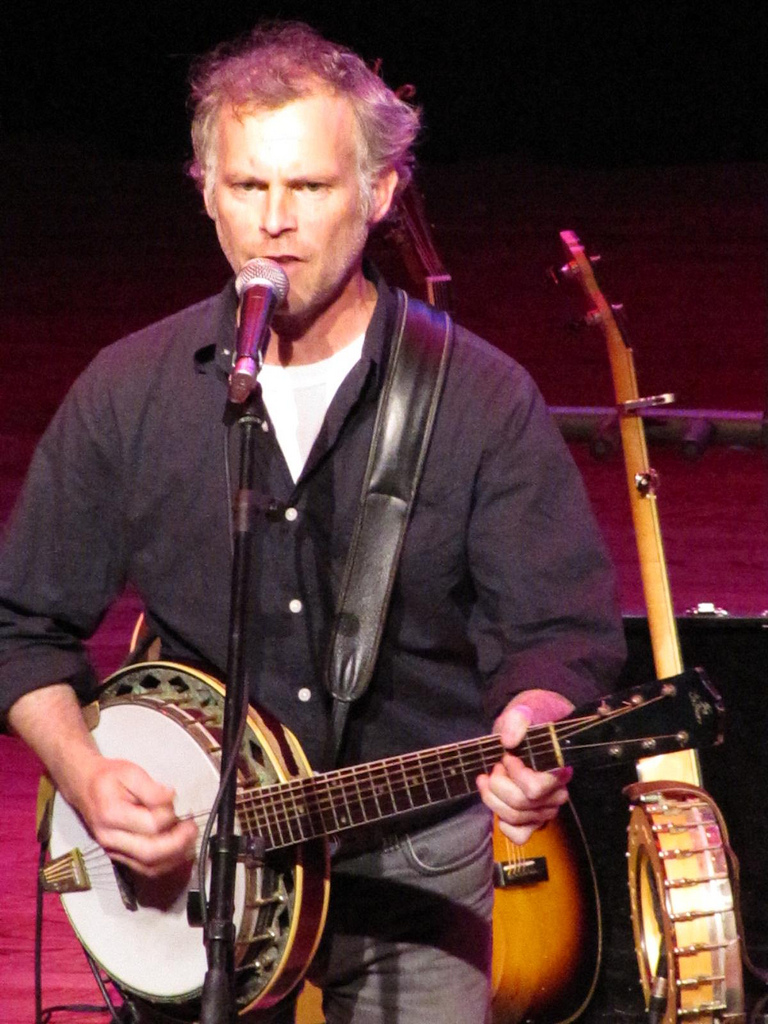
Kevin Hayes
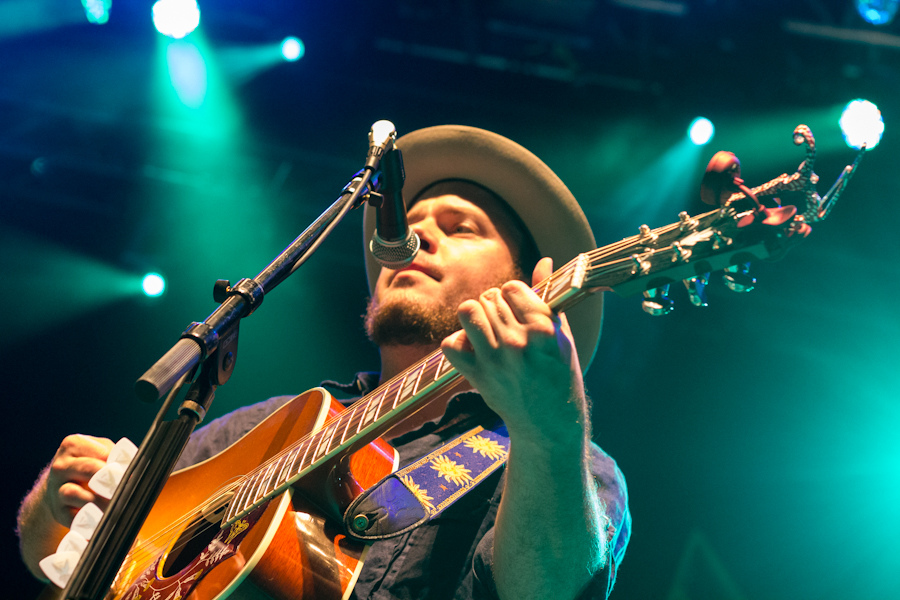
Critter Fuqua
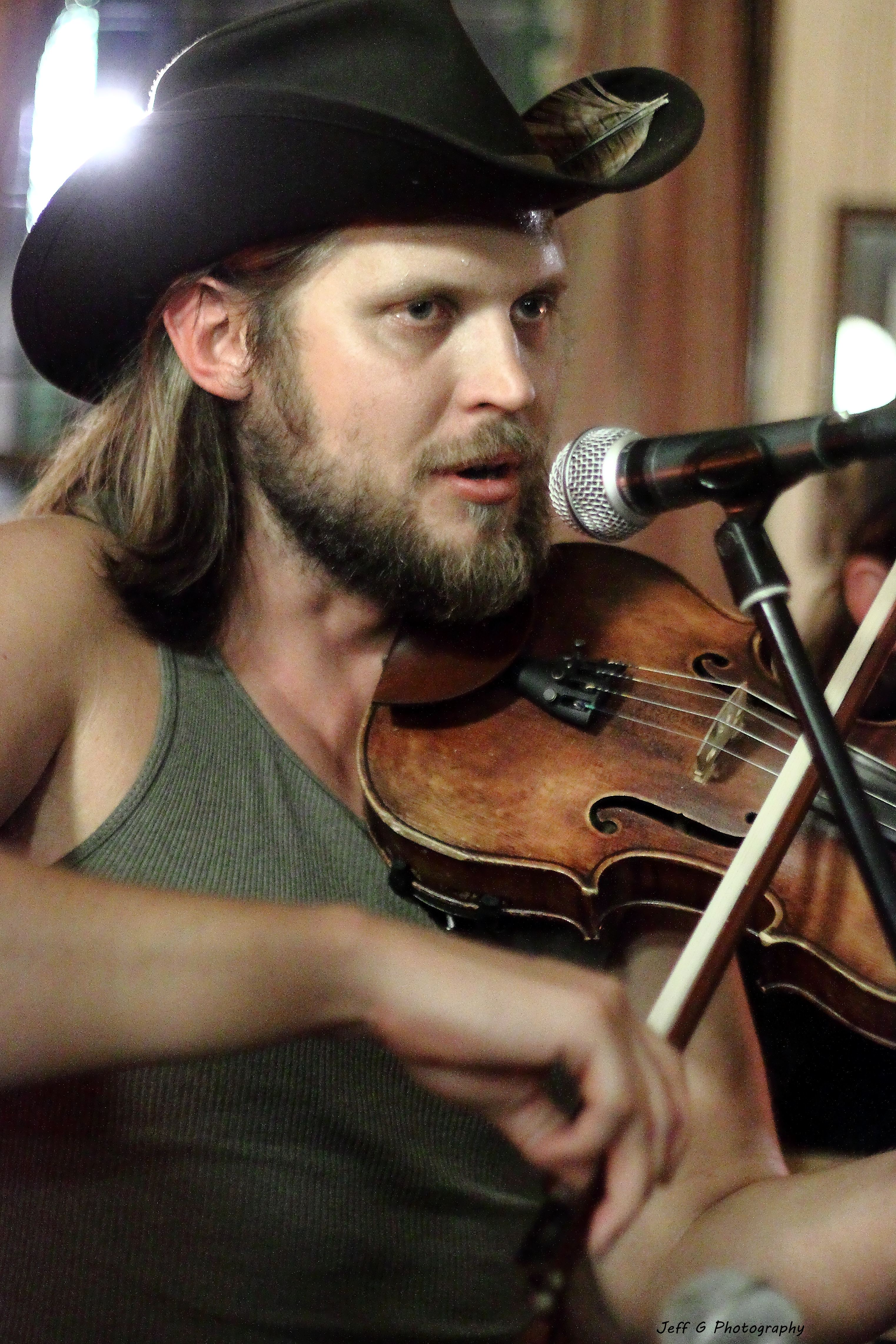
Chance McCoy
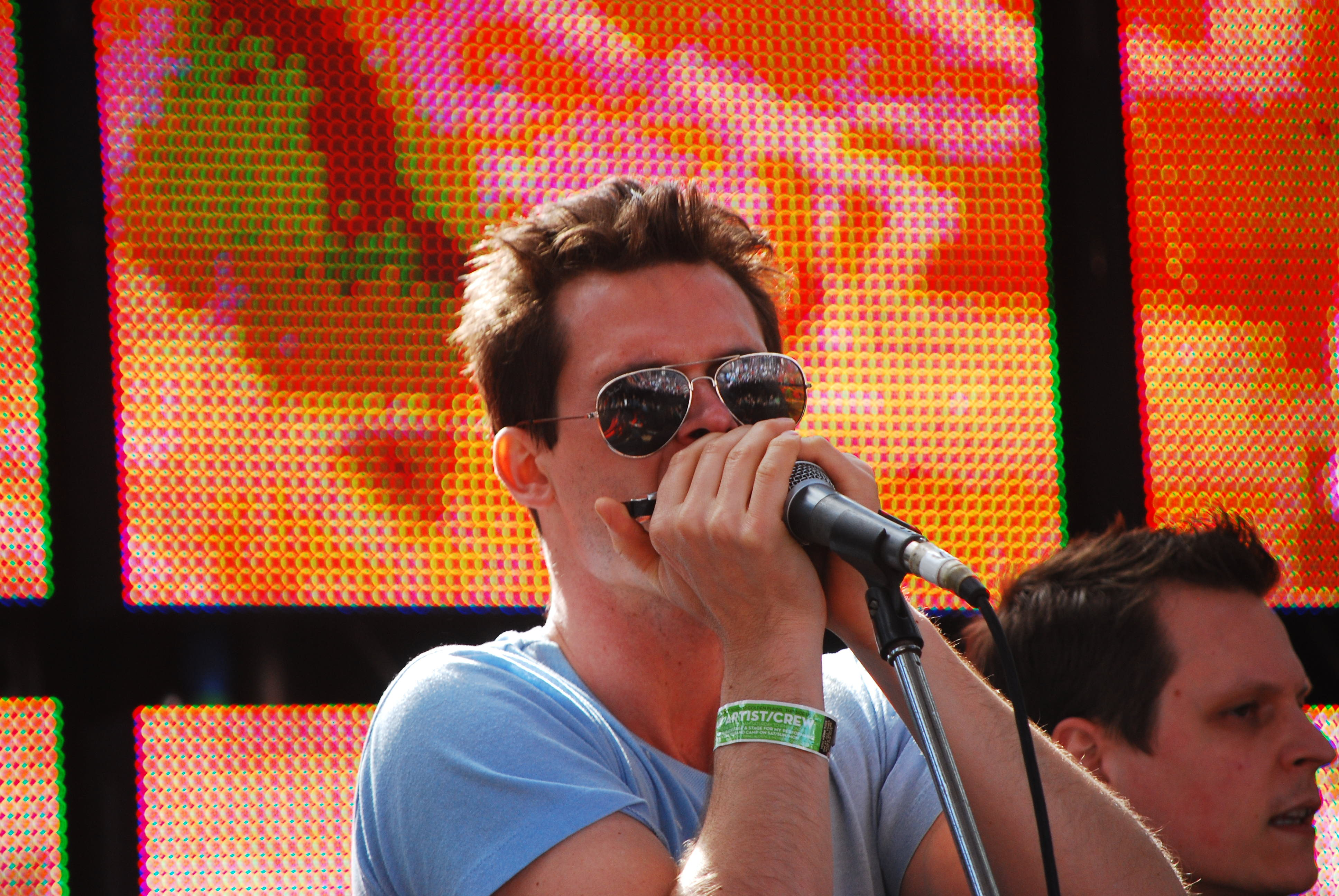
Ketch Secor